# Dalträsktjärnen
Dalträsktjärnen är en sjö i Robertsfors kommun i Västerbotten och ingår i Sävaråns huvudavrinningsområde. Sjön har en area på 0,0685 kvadratkilometer och ligger 97,9 meter över havet.

## Delavrinningsområde
Dalträsktjärnen ingår i det delavrinningsområde (711786-172970) som SMHI kallar för Inloppet i Höträsket. Medelhöjden är 95 meter över havet och ytan är 47,89 kvadratkilometer. Räknas de 2 avrinningsområdena uppströms in blir den ackumulerade arean 90,06 kvadratkilometer. Pålböleån som avvattnar avrinningsområdet har biflödesordning 2, vilket innebär att vattnet flödar genom totalt 2 vattendrag innan det når havet efter 32 kilometer. Avrinningsområdet består mestadels av skog (63 procent) och sankmarker (29 procent). Avrinningsområdet har 0,13 kvadratkilometer vattenytor vilket ger det en sjöprocent på 0,3 procent.